# Абдуллаев, Магомед Хаджиевич
Магомед Хаджиевич Абдуллаев (авар. ГӀабдуллаев ХӀажил МухӀаммад); он же Мухаммад абу-Дуджана Гимринский (араб. محمد أبو دجانة الغيمراوي;‎
1984 г., с. Гимры, Унцукульский район, ДАССР, РСФСР, СССР — 16 августа 2015 г., там же) — Дагестанский террорист, амир Горного сектора вилайята Дагестан. Должен был возглавить Имарат Кавказ.

## Биография
Он родился в 1984 году в селе Гимры Дагестанской АССР.
С 2003 по 2010 гг. он изучал шариатские науки в Сирии. В 2010 году окончил Институт шариатских наук «Тахзиб ва Таъалим» в Дамаске, а затем вернулся в Дагестан.
В 2013 он примкнул к отрядам дагестанских моджахедов.
В 2013 году он отправился в Сирию, чтобы сражаться против правительственной армии Башара Асада, и в том же году выехал на север Сирии и прошел подготовку в лагере шейха Сулеймана в западном городе Алеппо. Вскоре стал какое-то время воевать на стороне ИГ, по другой версии — в Джейшу-ль-Мухаджирин валь-Ансар.
В середине 2014 года он вновь вернулся в Дагестан, обладая хорошими боевыми навыками, и вскоре присоединился к джихадистам Имарата Кавказ под руководством Магомеда Сулейманова. В 2015 году Абдуллаев дал присягу на верность валию вилаята Дагестан Саиду Араканскому.
Ожидалось, что после смерти Сулейманова, он должен был возглавить имарат.
Был в сопровождении смертницы Амины Курбановой.

### Смерть
16 августа 2015 года он был убит в ходе спецоперации российских спецслужб в его родовом селе Гимры.